# Iride Altara
Iride Altara (Sassari, 1899 – Sassari, 1981) è stata un'artista italiana.

## Biografia
Ultima di quattro sorelle. Dopo avere collaborato con la sorella Edina dagli Anni 30, nella realizzazione delle celebri mattonelle sarde (con la tecnica dello spolvero trasferiva su ceramica i bozzetti di Edina, utilizzando smalti alla nitro), ha cominciato a dedicarsi all'arte applicata dopo la metà degli anni Cinquanta. Nel 1956 la troviamo con la sorella Lavinia tra gli espositori della Mostra dell'Artigianato di Sassari, importante episodio dell'attività di rilancio dell'artigianato sardo avviata nel dopoguerra da Eugenio Tavolara e Ubaldo Badas. Nel 1957 sulla rivista Domus diretta da Gio Ponti viene pubblicata la foto di un'opera di Iride. Nel 1958 Iride è presente alla III Mostra dell'Artigianato sardo di Sassari con alcune figurine e una testiera di letto in palma nana intrecciata. Le viene assegnata una menzione di merito.
«Iride è delle tre sorelle quella che rivela il gusto più spiccato per il capriccio e la bizzarria - spiega Giuliana Altea, nel volume della Ilisso, dedicato a Edina Altara -. Dalle sue mani escono scatole rivestite in pergamena e ornate di putti, scritte e cartigli tracciati a inchiostro, assemblaggi di corna animali, campanacci, nastri e broccati, e altri più stravaganti oggetti in pergamena dipinta, corno, palma nana, filo metallico e altri materiali: oggetti che assomigliano a cornucopie da cui spuntano mazzi di fiori, ad animali fantastici, a dragoni cinesi. Altrettanto insoliti sono i lavori che realizza in corda di palma nana (materiale riportato in onore in Sardegna dalla ripresa della cestineria tradizionale grazie agli sforzi di Tavolara), piccole figure e testiere di letto tutte curve, riccioli, cuori e volute, o quelli che esegue piegando e avvolgendo della treccia di filo di rame, del tipo impiegato per i cavi di alta tensione».
L'intreccio a scopo religioso della palma intrecciata (sa pramma pintada) è tipico di alcune zone della Sardegna. Per la Domenica delle Palme si realizzano intrecci di palme nane che rappresentano figure e simboli.

## Opere
Milano Una testata di letto in palma nana intrecciata e tre scatole rivestite in pergamena sono state esposte a Milano alla Triennale Design Museum, nella mostra "Il design italiano oltre la crisi. Autarchia, austerità, autoproduzione" (4 aprile 2014 - 22 febbraio 2015). Queste opere sono state anche pubblicate sul catalogo dedicato all'evento.